# Meremäe (község)
Meremäe község közigazgatási egység volt Võru megye keleti részén. A községet Rein Järvelill polgármester vezeti. A község lakossága 2016. január elsején 1032 fő volt, amely 132 km²-es területét tekintve 7,8 fő/km² népsűrűséget jelent.

## Közigazgatási beosztás

### Falvak
Meremäe község területéhez 87 falu tartozik: Ala-Tsumba, Antkruva, Ermakova, Helbi, Hilana, Hilläkeste, Holdi, Härmä, Ignasõ, Jaanimäe, Juusa, Jõksi, Kalatsova, Kangavitsa, Karamsina, Kasakova, Kastamara, Keerba, Kiiova, Kiislova, Kiksova, Kitsõ, Klistina, Korski, Kuigõ, Kuksina, Kusnetsova, Kõõru, Küllätüvä, Lepä, Lindsi, Lutja, Maaslova, Marinova, Martsina, Masluva, Melso, Merekülä, Meremäe, Miikse, Miku, Navikõ, Obinitsa, Olehkova, Ostrova, Paklova, Palandõ, Palo, Paloveere, Pelsi, Pliia, Poksa, Polovina, Puista, Raotu, Rokina, Ruutsi, Seretsüvä, Serga, Sirgova, Sulbi, Talka, Tedre, Tepia, Tessova, Teterüvä, Tiirhanna, Tiklasõ, Tobrova, Treiali, Triginä, Tsergondõ, Tsirgu, Tsumba, Tuplova, Tuulova, Tääglova, Ulaskova, Uusvada, Vaaksaarõ, Vasla, Veretinä, Vinski, Viro, Võmmorski, Väiko-Härmä, valamint Väiko-Serga.

## Fordítás
Ez a szócikk részben vagy egészben  a   Meremäe vald című észt Wikipédia-szócikk ezen változatának fordításán alapul.  Az eredeti cikk szerkesztőit annak laptörténete sorolja fel. Ez a jelzés csupán a megfogalmazás eredetét és a szerzői jogokat jelzi, nem szolgál a cikkben szereplő információk forrásmegjelöléseként.